# Ruda Śląska
Ruda Śląska (en silésien : Ślůnsko Ruda) est une ville industrielle de Pologne. Située dans la Voïvodie de Silésie la ville compte 149 000 habitants (2001).

## Économie
Située au centre de la région minière de Haute-Silésie, la ville est un centre industriel et scientifique important. L'extraction des minéraux est un élément important dans le développement économique de la ville.

## Le marché du travail à Ruda Śląska
Les personnes à la recherche d'un emploi en ville peuvent s'adresser à l'agence pour l'emploi du district de Ruda Slaska. En septembre 2020, 1 400 chômeurs y étaient inscrits. Le taux de chômage dans cette ville est très bas, même comparé à celui de la voïvodie de Silésie, réputée pour son faible taux de chômage. C'est un bon signe pour ceux qui cherchent un emploi immédiat à Ruda Slaska.
Taux de chômage selon l'Office central des statistiques (septembre 2020) :
- Ruda Slaska – 3,3 %,

- Voïvodie de Silésie – 4,8 %,

- Pologne – 6,1 %.

## Personnalités célèbres
- Marcin Baszczynski, footballeur.
- Henryk Czudek (1930-2006), professeur de littérature française à Varsovie.
- Otylia Jędrzejczak, Championne olympique en natation.
- Marek Plawgo, Athlète polonais spécialiste du 400 m haies. Médaillé de bronze aux Championnats du monde d'athlétisme 2007 à Osaka.
- Eugeniusz Knapik, compositeur et pianiste.

## Curiosités
- Le nom du groupe français La Ruda Salska est inspiré par le nom de cette ville.